# BMW iX
A BMW iX (modellkód: i20) egy akkumulátoros elektromos, közepes méretű luxus crossover SUV autótípus, amelyet a BMW német autógyártó gyárt és forgalmaz. Vision iNext néven koncepcióautó formájában a 2018-as Párizsi Autószalonon mutatták be, majd 2020 novemberében mutatták be a sorozatgyártású változatát. Az iX a BMW negyedik elektromos autótípusa, és a második olyan járműve, amelyet eleve elektromos autónak tervezetek.
Az iX típusnevet azért választották, hogy jelezze a modell pozícióját az elektromos i termékcsalád élén, valamint a technológia bemutatásában betöltött szerepét, mivel a BMW elektromos hajtásrendszerének új, ötödik generációs változatát használja, valamint magas szintű autonóm és csatlakoztatott technológiát kínál.

## Áttekintés

### Története
A BMW iNext-et a BMW először 2016 márciusában jelentette be, mint az „innováció és technológia új lándzsáját”, a bevezetését pedig a 2020-as évek elejére tűzték ki.
A BMW Vision iNext a 2018-as Párizsi Autószalonon mutatkozott be. A „Project i 2.0” néven emlegetett Vision iNext-et az autózás jövőjének kulcskérdéseire fejlesztették ki, az elektromos átállásra, a csatlakoztathatóságra és az autonómiára összpontosítva. Méretében nagyjából a BMW X5-höz hasonló SUV volt, bár belül lényegesen nagyobb volt az elektromos autókra jellemző felépítése miatt, első és hátsó motorokkal és padló alatti akkumulátorokkal. A BMW megerősítette, hogy a BMW ötödik generációs elektromos hajtásláncát fogja használni, álló helyzetből 4 másodperc alatt fog 100 km/órás sebességre gyorsulni, és 612 km-es hatótávval fog rendelkezni.

A szériaváltozatot, a BMW iX-et hivatalosan 2020 novemberében mutatták be.

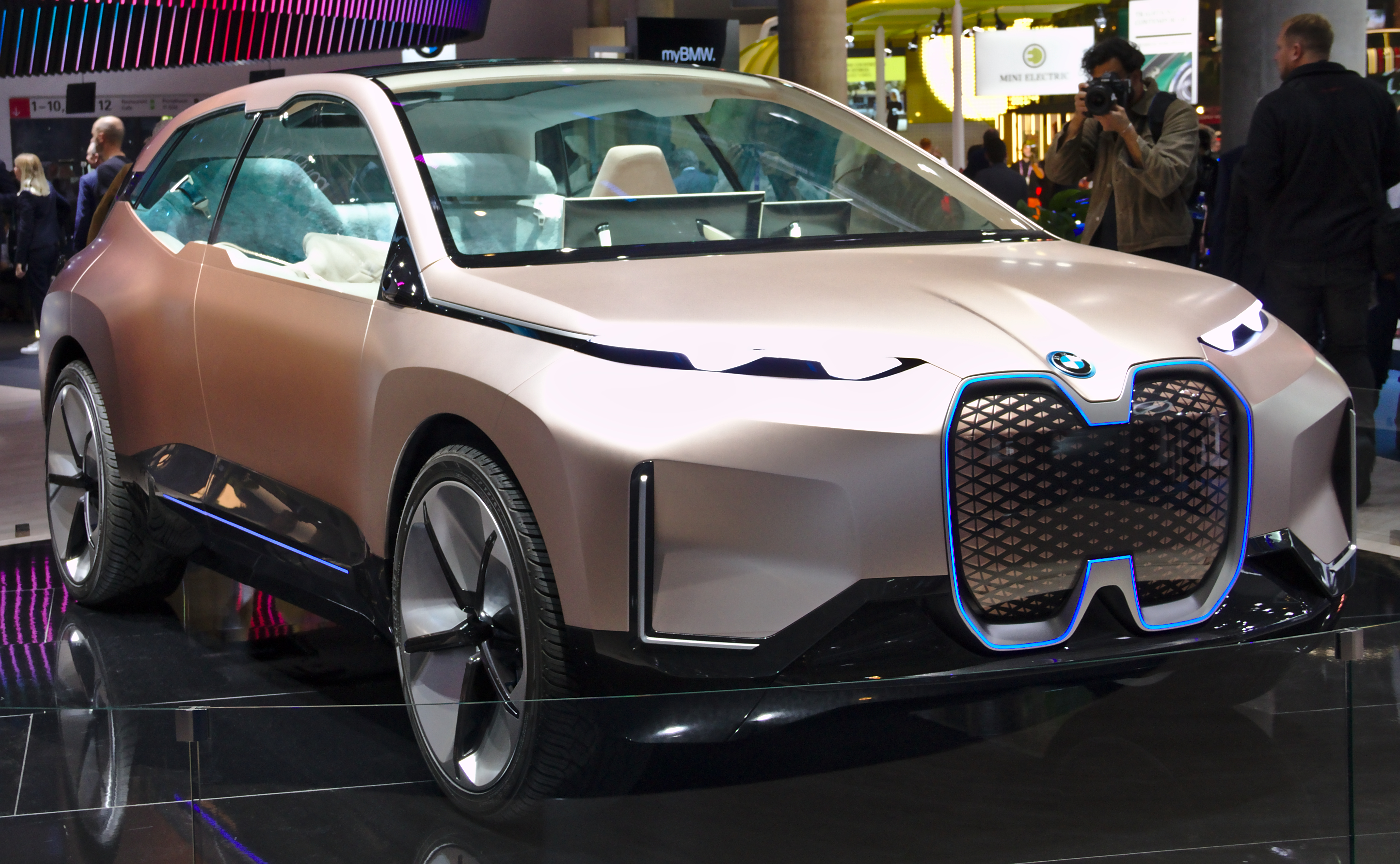
BMW Vision iNext koncepcióautó a 2019-es Frankfurti Autószalonon
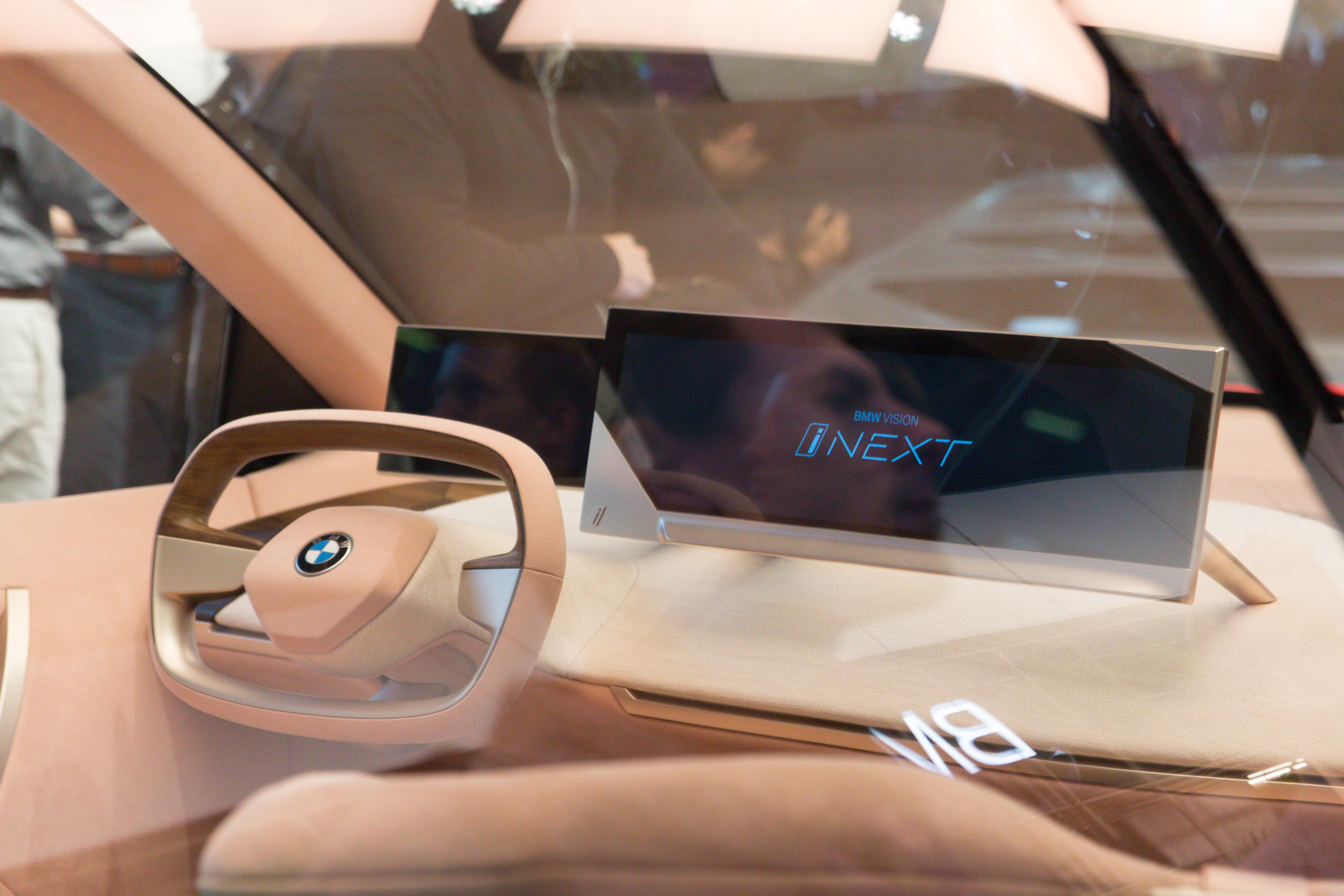
A BMW Vision iNext belső tere
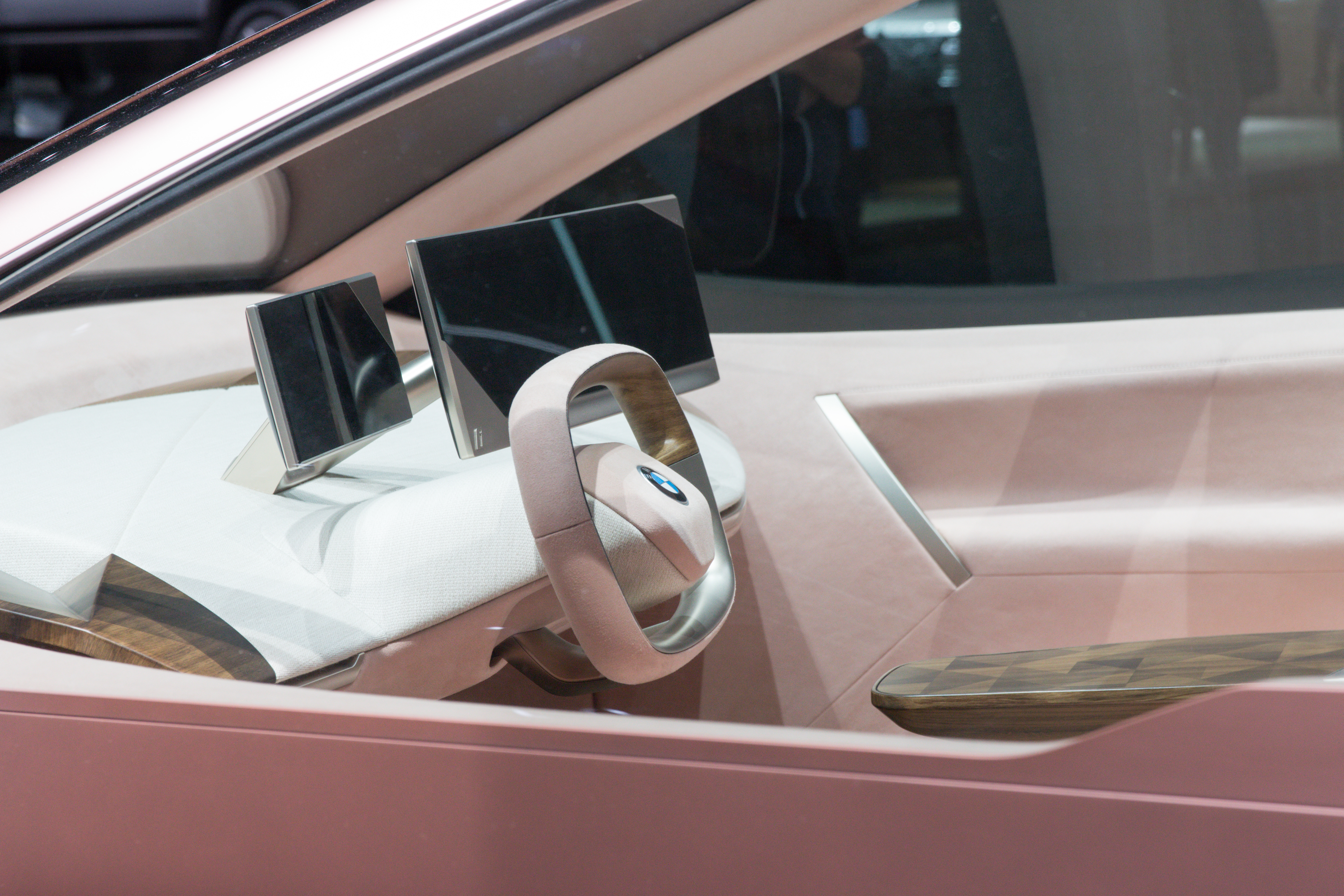
A BMW Vision iNext belső tere
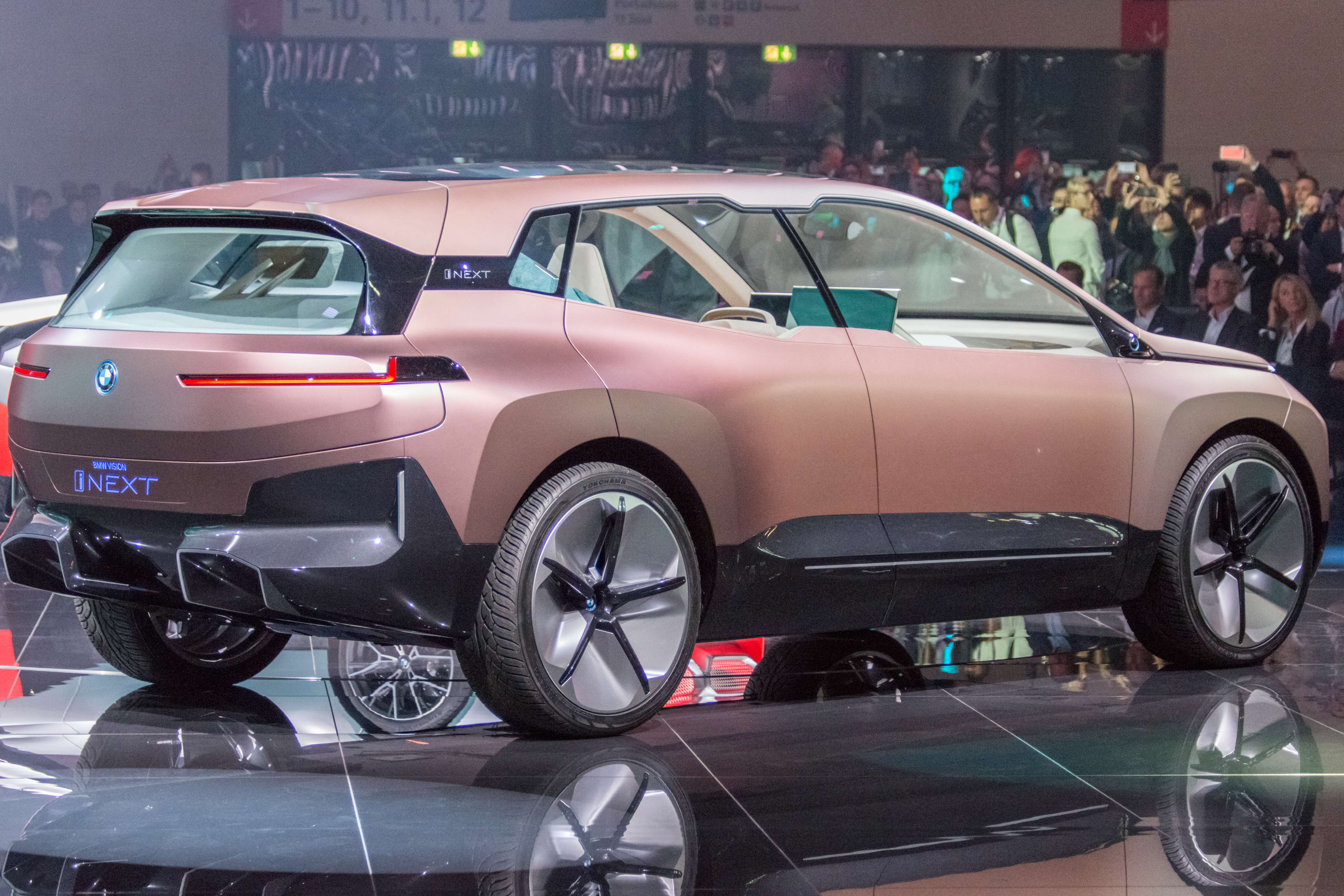
A BMW Vision iNext hátulénézetből
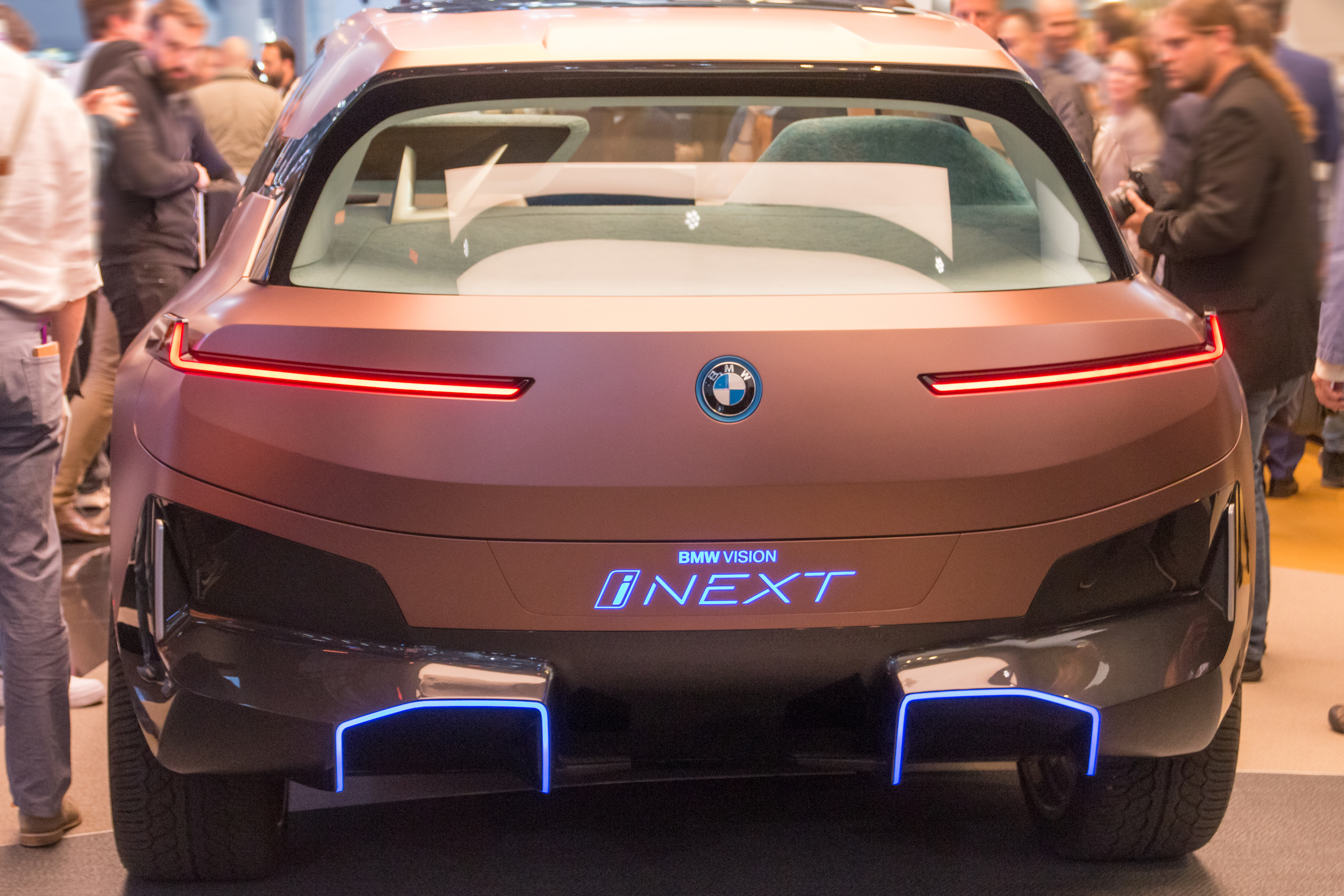
A BMW Vision iNext hátulénézetből

### Az értékesítés indulása
A BMW iX 2021 júniusában jelent meg a BMW i4 mellett. Az értékesítés 2021 novemberében kezdődött. Az induláskor a BMW jelezte, hogy a kiadás része annak a folyamatos erőfeszítésnek, amely az elektromos járművek piacán 50%-os globális részesedés elérésére törekszik. Bejelentették, hogy a BMW iX-et a BMW Group dingolfingi üzemében gyártják.

2022 májusában megjelent egy nagyobb teljesítményű változata, az iX M60.

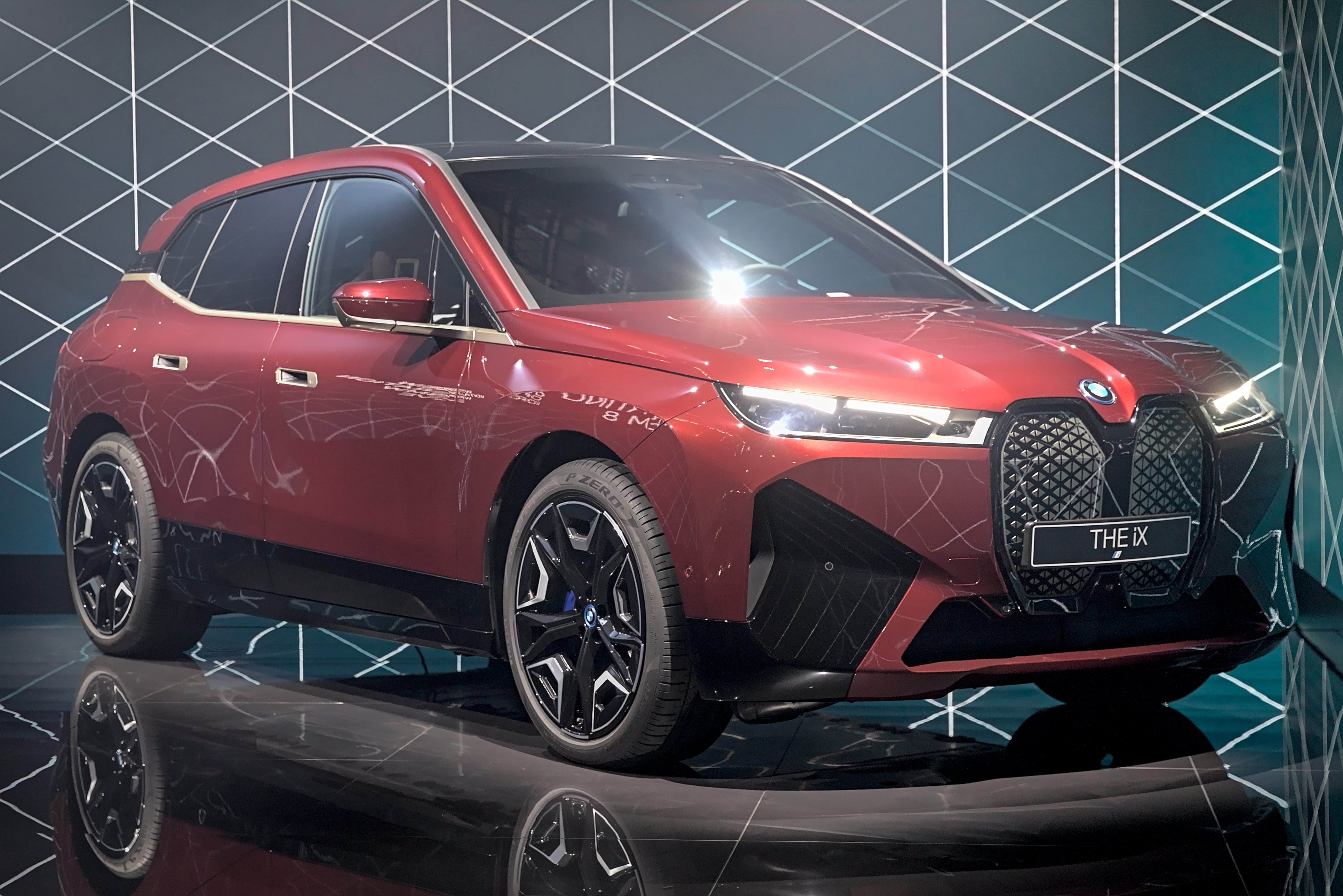
BMW iX a 2021-es Müncheni Autószalonon
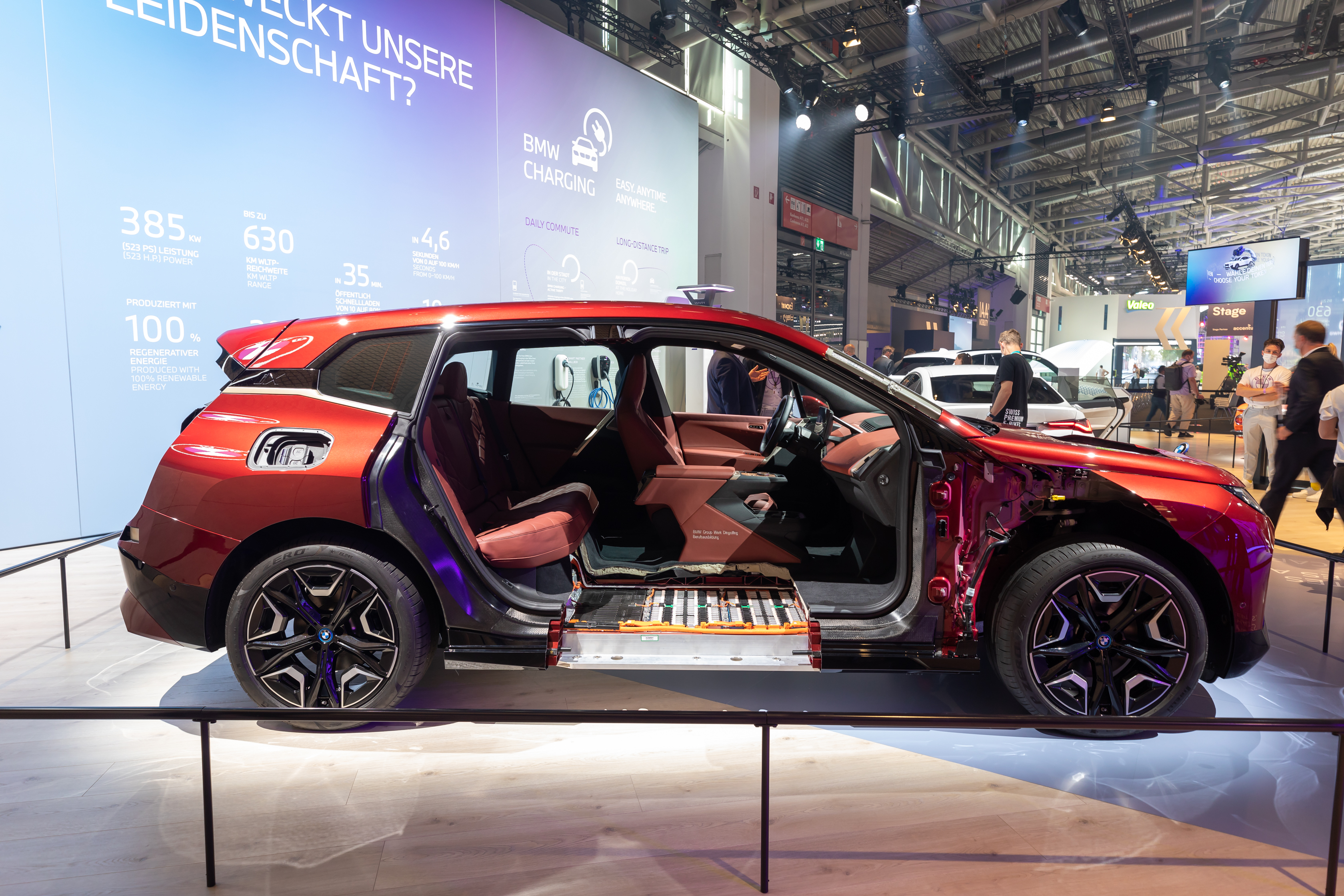
A BMW iX nyitott állapotban a 2021-es Müncheni Autószalonon
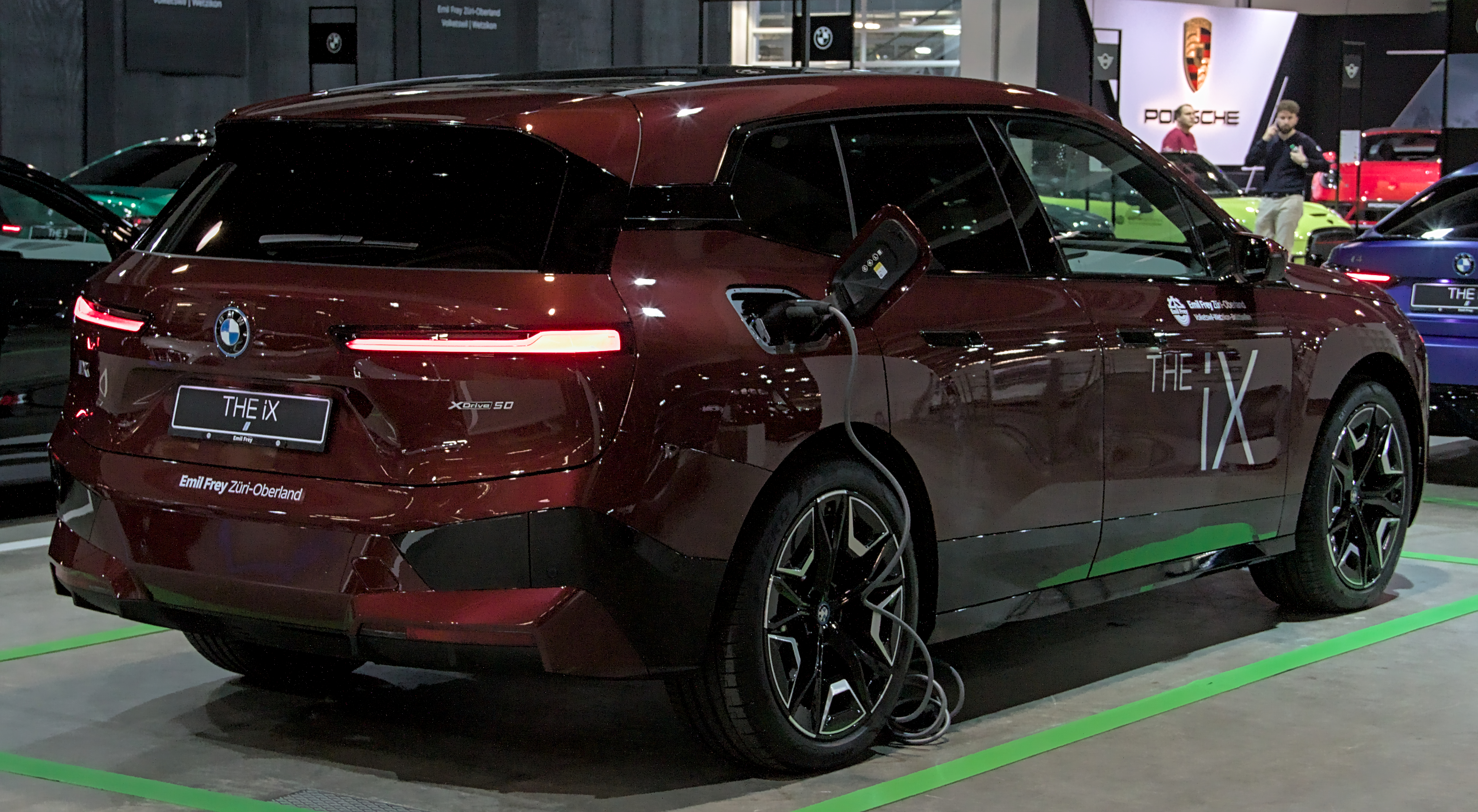
A BMW iX hátulnézetből

## Műszaki adatok

### Karosszéria és alváz

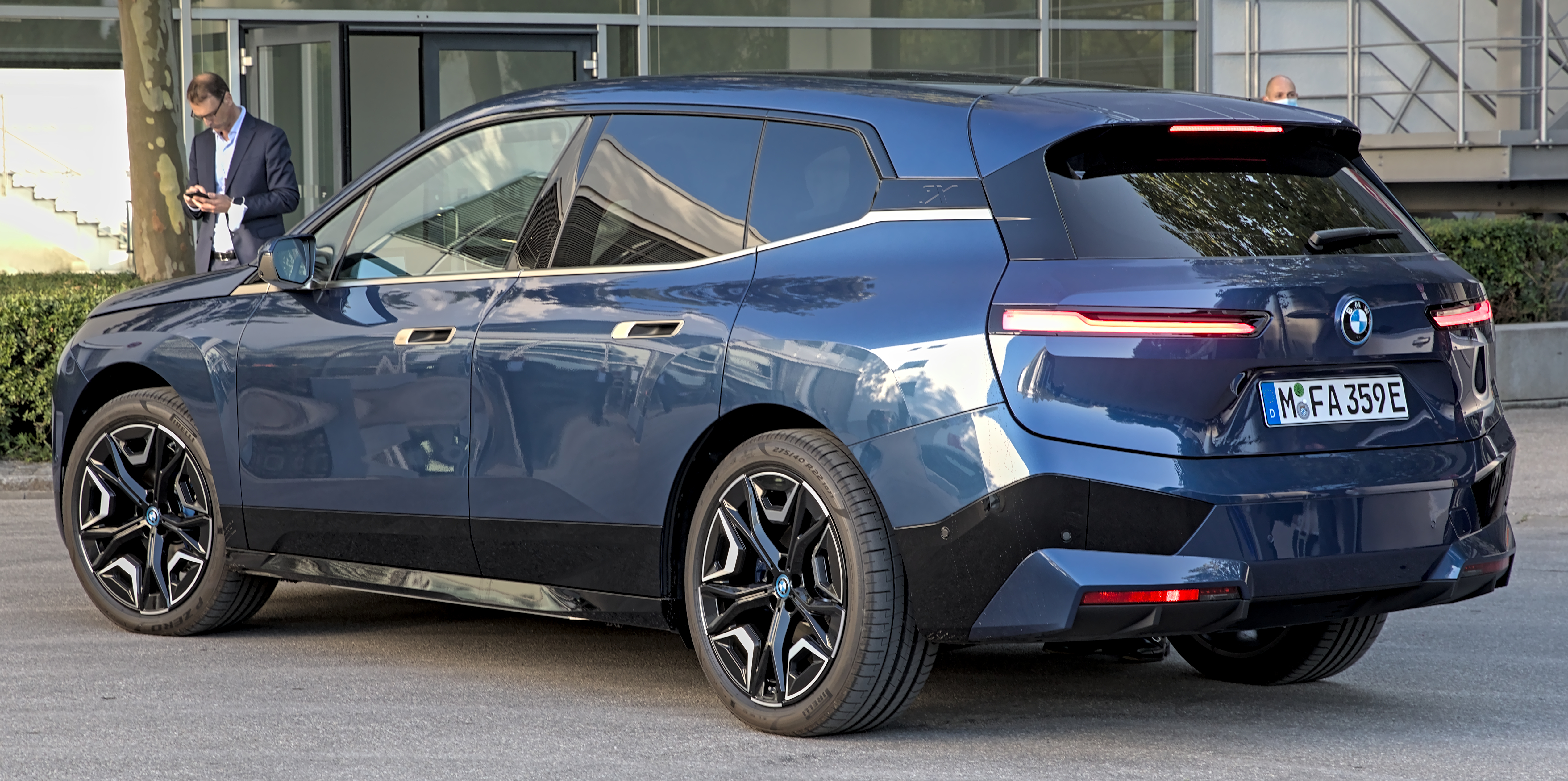
Hátulnézetből

A BMW iX személyre szabott elektromos hajtáslánc-architektúrára és alumínium térkeretre épül, szénszál-erősítésű műanyag (CFRP) oldalkerettel, esőcsatornákkal, tetőkerettel és hátsó ablaknyílással. Az elektromos platform teljesen új fejlesztés, bár nagy mértékben kompatibilis a moduláris CLAR platformmal.
A karosszéria nagyszilárdságú acél, alumínium, hőre lágyuló műanyagok és szénszál-erősítésű műanyag (CFRP) kombinációjából készült, hogy a lehető legalacsonyabb legyen a tömege. Az iX alapja egy intenzív alumínium váz, amely kettős lengőkaros (első) és többlengőkaros (hátsó) felfüggesztéssel rendelkezik, és aktív hátsókerék-kormányzást kínál. Az előlapon egy nagy, letakart hűtőrács található, amely kamerát, radart és egyéb, a vezetőt segítő rendszerekhez szükséges érzékelőket tartalmaz. A hűtőrács öngyógyuló bevonattal rendelkezik, amely kisimítja a karcolásokat és apró forgácsokat, hogy az érzékelők mindig tisztán „lássanak”.
A BMW iX hosszában és szélességében az X5-höz hasonlít, de alacsonyabb a tetőmagassága, mint egy X6-nál, és nagyobb a kerékmérete, mint az X7-nél. 0,25 a légellenállási együtthatója és 2,82 m2 frontális felülete van. A BMW szerint a jármű alacsony aerodinamikai profilja körülbelül 65 kilométerrel javította a WLTP-hatótávolságát. Az iX fix, kagylószerű motorháztetővel rendelkezik. A szélvédőmosó palack a hűtőrács feletti BMW emblémán keresztül tölthető fel ablakmosó folyadékkal.

### Erőátvitel
Az iX a BMW ötödik generációs skálázható elektromos hajtásláncát használja, amelyet házon belül fejlesztettek ki. Az elektromos hajtáslánc egyetlen házban egyesíti az elektromos motort, a teljesítményelektronikát és az egysebességes sebességváltót. A BMW szerint a rendszer teljesítménysűrűsége mintegy 30 százalékkal nagyobb, mint korábban. Az elektromos motorok kobalt használata nélkül működnek, aminek köszönhetően az iX motorjai pusztán elektromossággal forognak, ahelyett hogy állandó mágnesek forognának az állórész körül. A BMW ötödik generációs eDrive technológiája 93 százalékos hatékonyságú.
Az iX alapértelmezett regeneratív fékezési módja adaptív rekuperációt használ. Az adaptív mód a GPS-adatok és érzékelők segítségével agresszívebbé állítja a regenerációt városi forgalomban és kevésbé nyílt utakon, ahol lehetővé teszi a szabadon haladást. Az állítható regeneratív fékezésnek három fokozata van: magas, közepes és alacsony. A magas beállítás lényegében egy pedálos vezetést tesz lehetővé, mivel az összes fékezés regeneratív úton érhető el, míg az alacsony szint nagyon szerény energiavisszanyerést tesz lehetővé, hogy megközelítse a hagyományos kifutási élményt.

### Akkumulátor és töltés
Az akkumulátorok prizmacellákból állnak, és szabványos 400 V-os akkumulátorrendszerrel rendelkeznek. A BMW szerint a lítium-ion akkumulátor gravimetrikus energiasűrűsége mintegy 20 százalékkal nőtt az előző generációhoz képest. A jármű hőszabályozó rendszerrel rendelkezik, amely hőszivattyús fűtést és hűtést, valamint a gyorstöltést megelőző akkumulátor-előkondicionáló funkciót tartalmaz.
Az xDrive40 képes akár 150 kW-os egyenűramú gyorstöltésre CCS-csatlakozóval, míg xDrive50 200 kW-os gyorstöltésre is képes. Mindkét változatot kevesebb, mint 40 perc alatt lehet 10-től 80 százalékos töltöttségre tölteni tölteni.

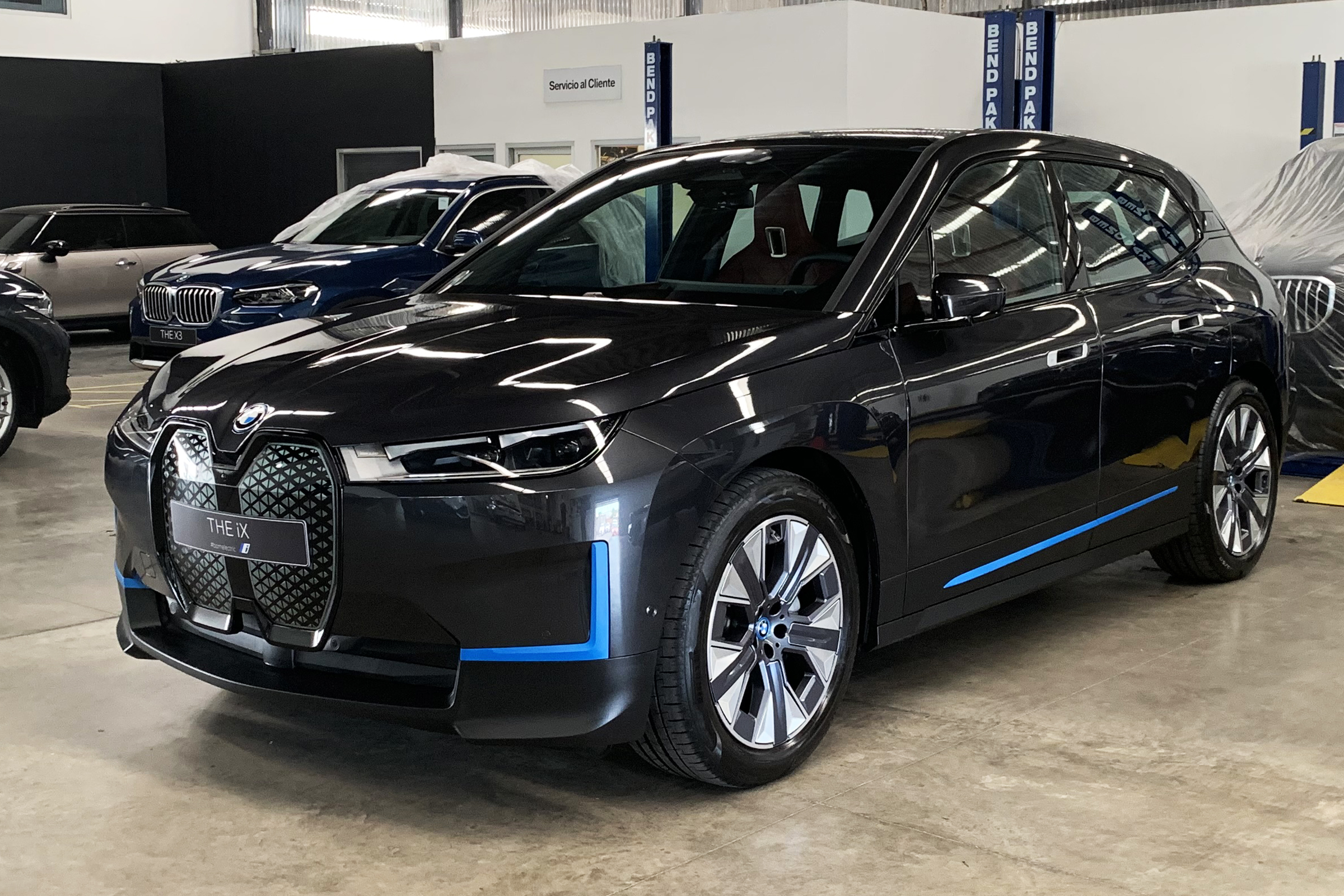
Elölnézetből
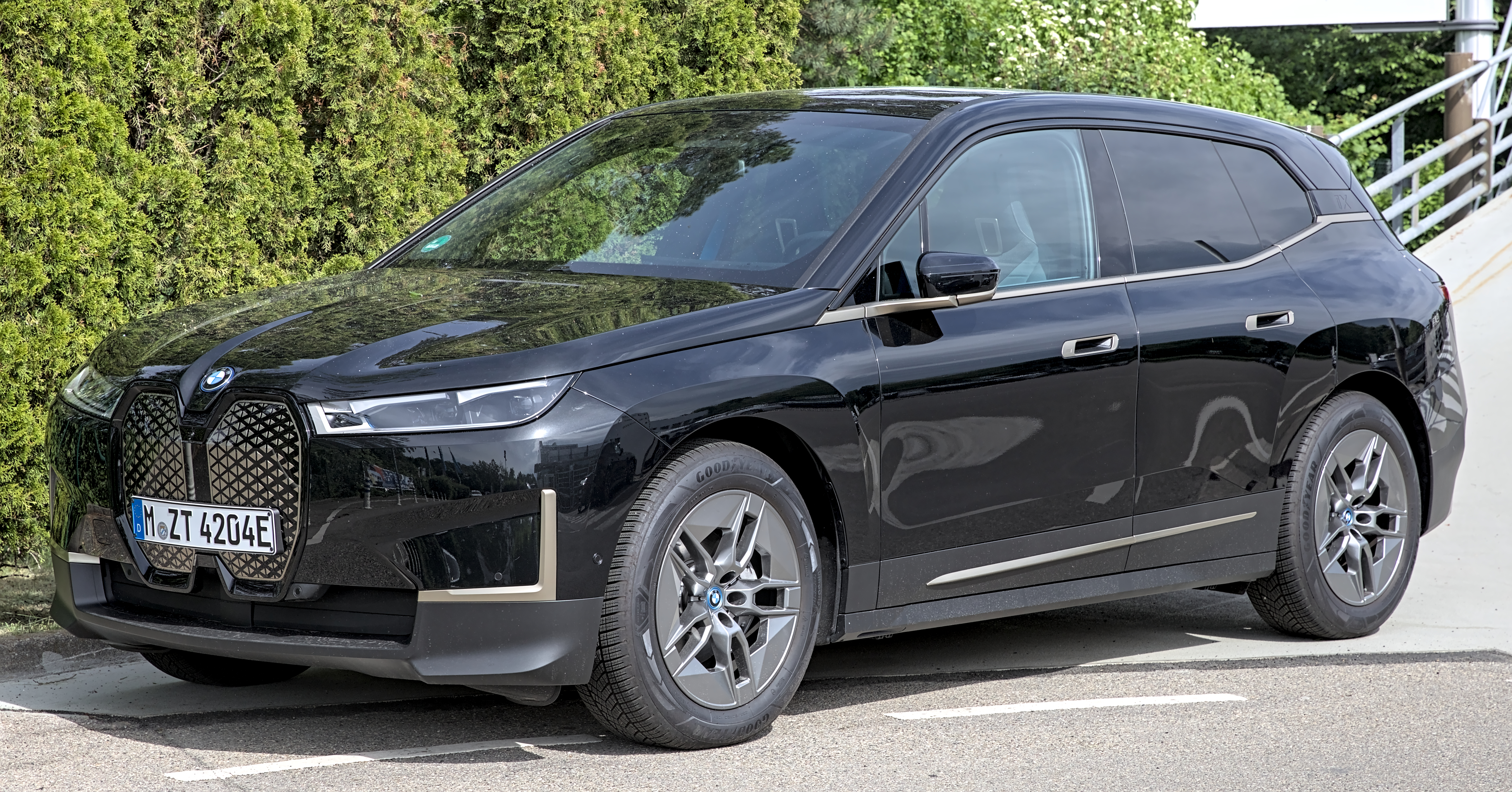
Elölnézetből
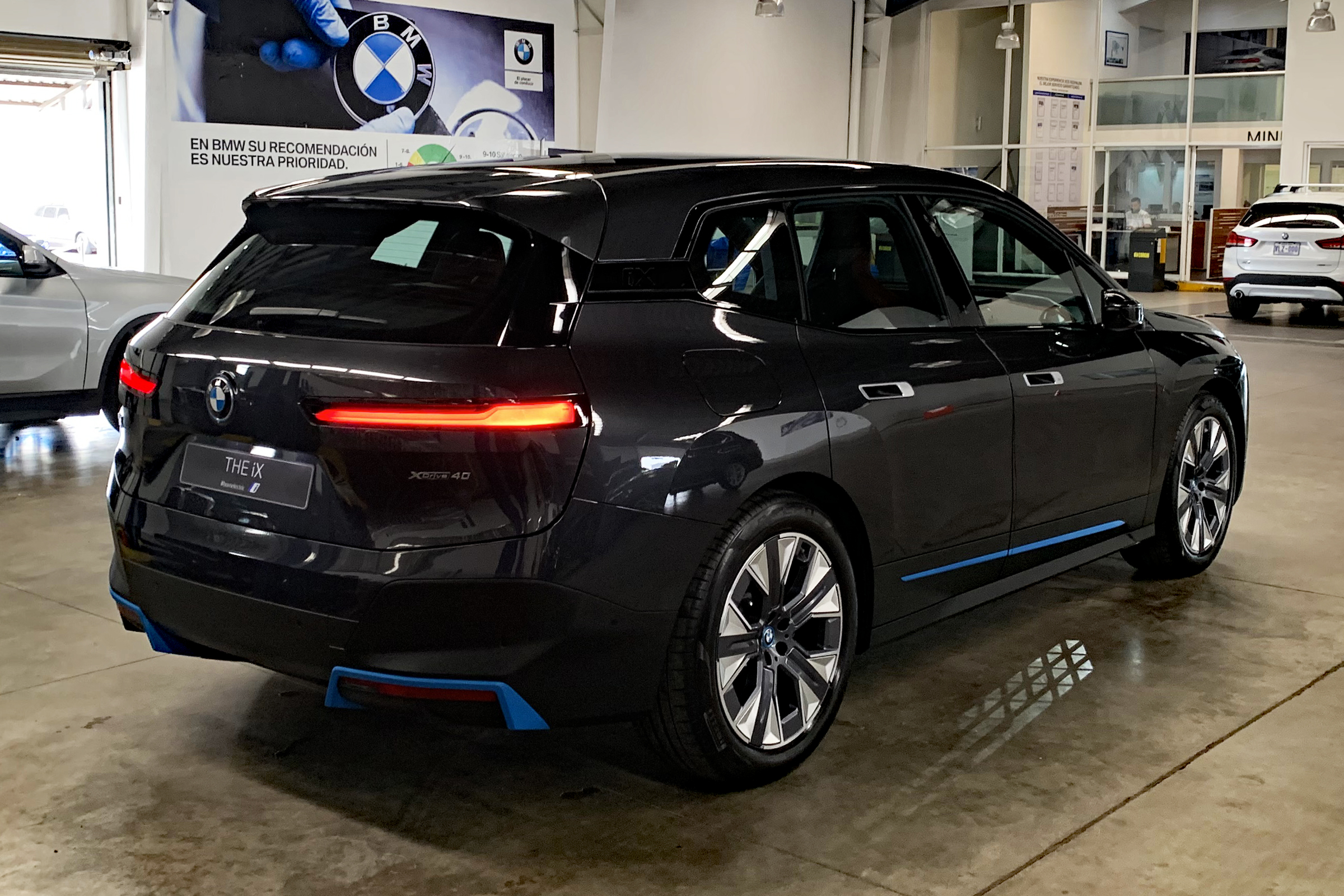
Hátulnézetből
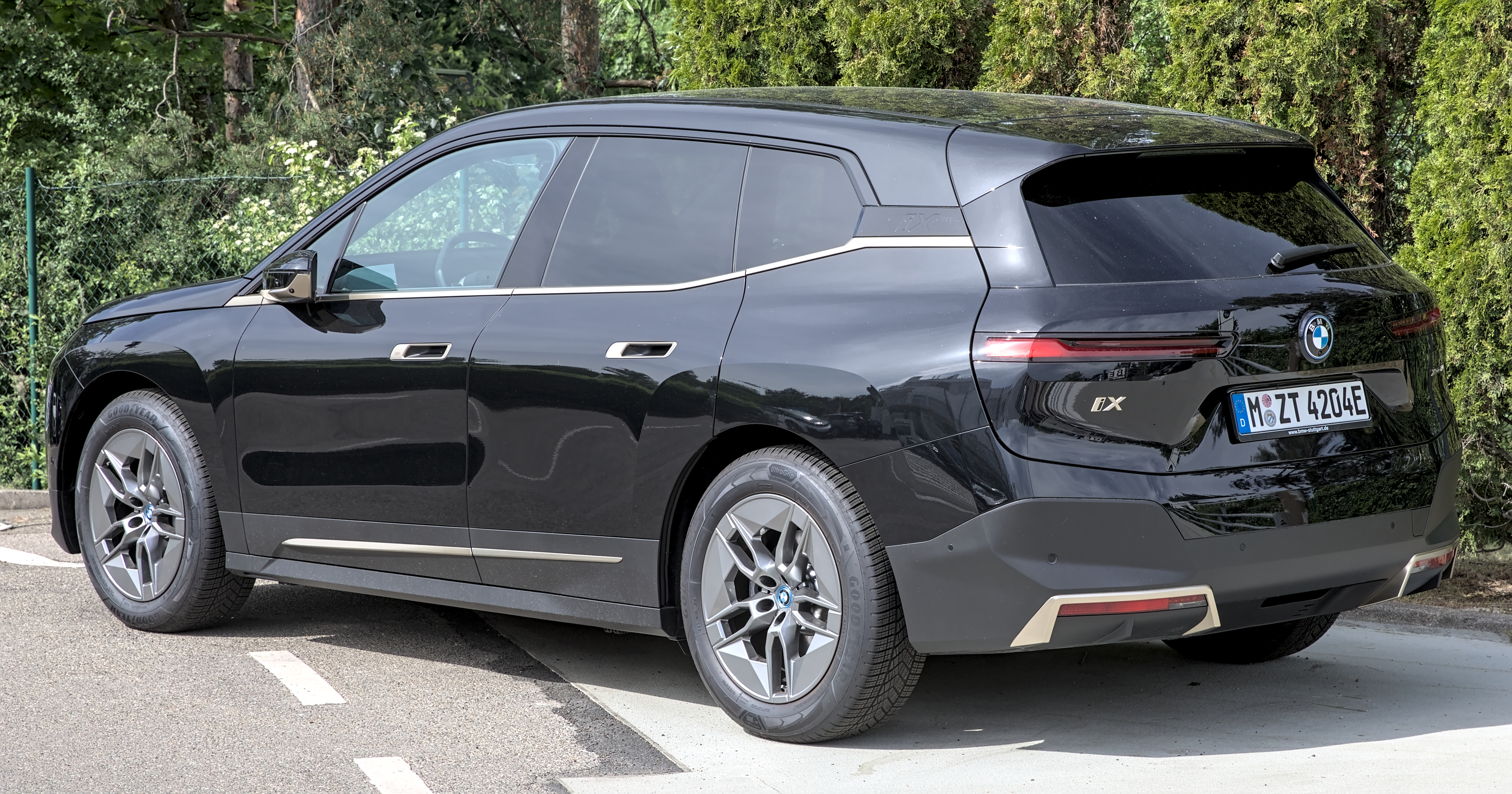
Hátulnézetből
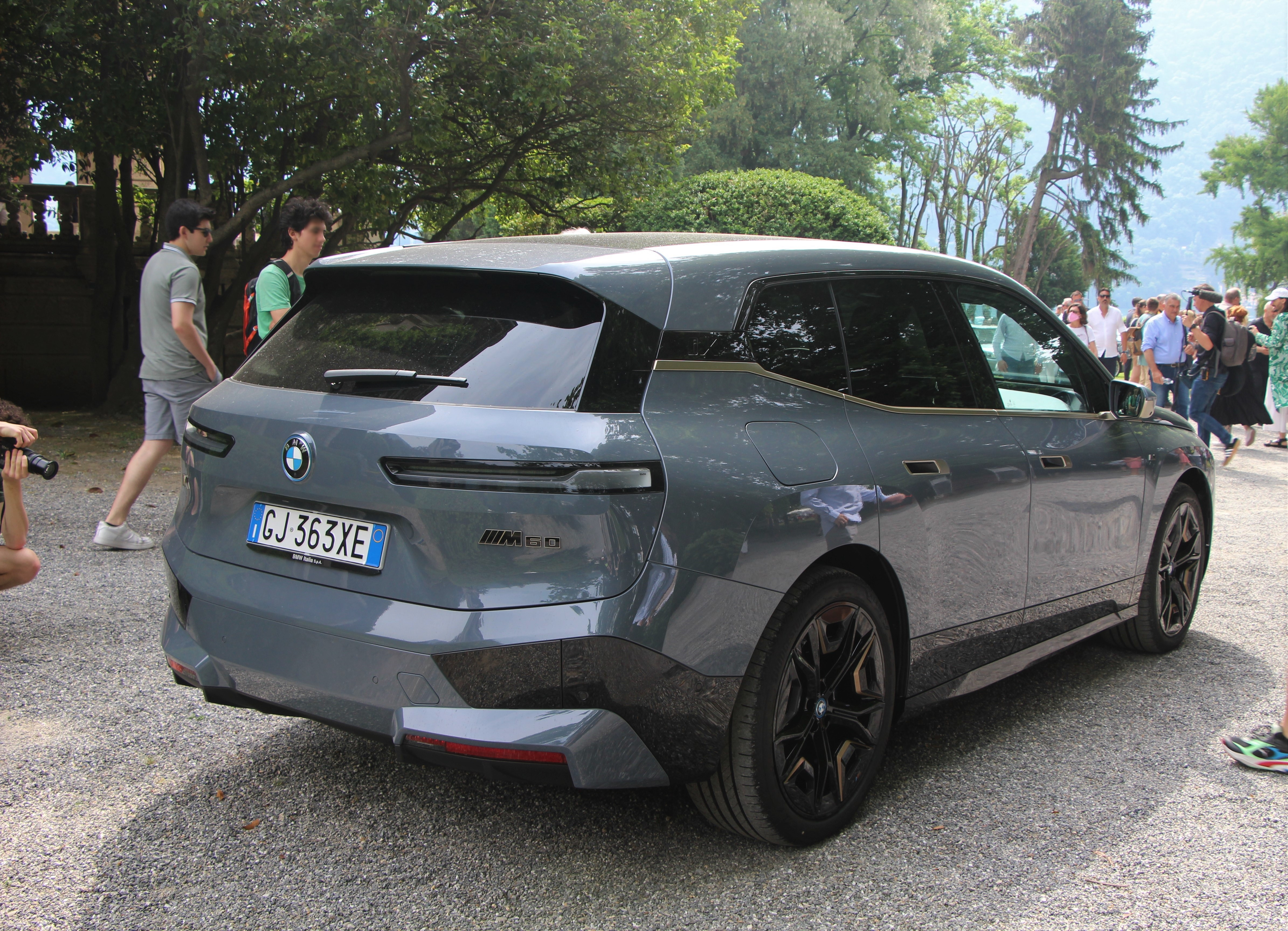
Hátulnézetből
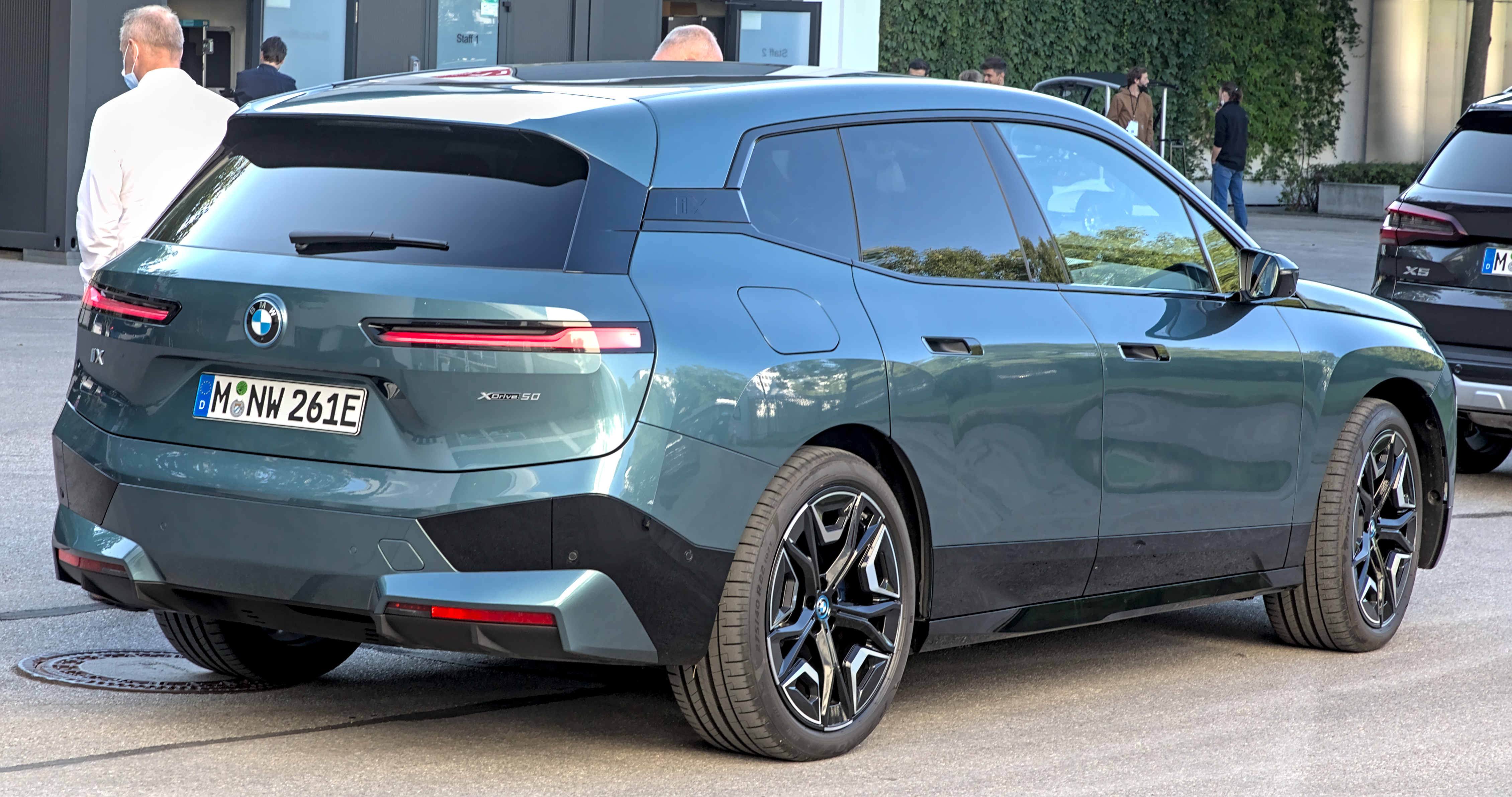
Hátulnézetből
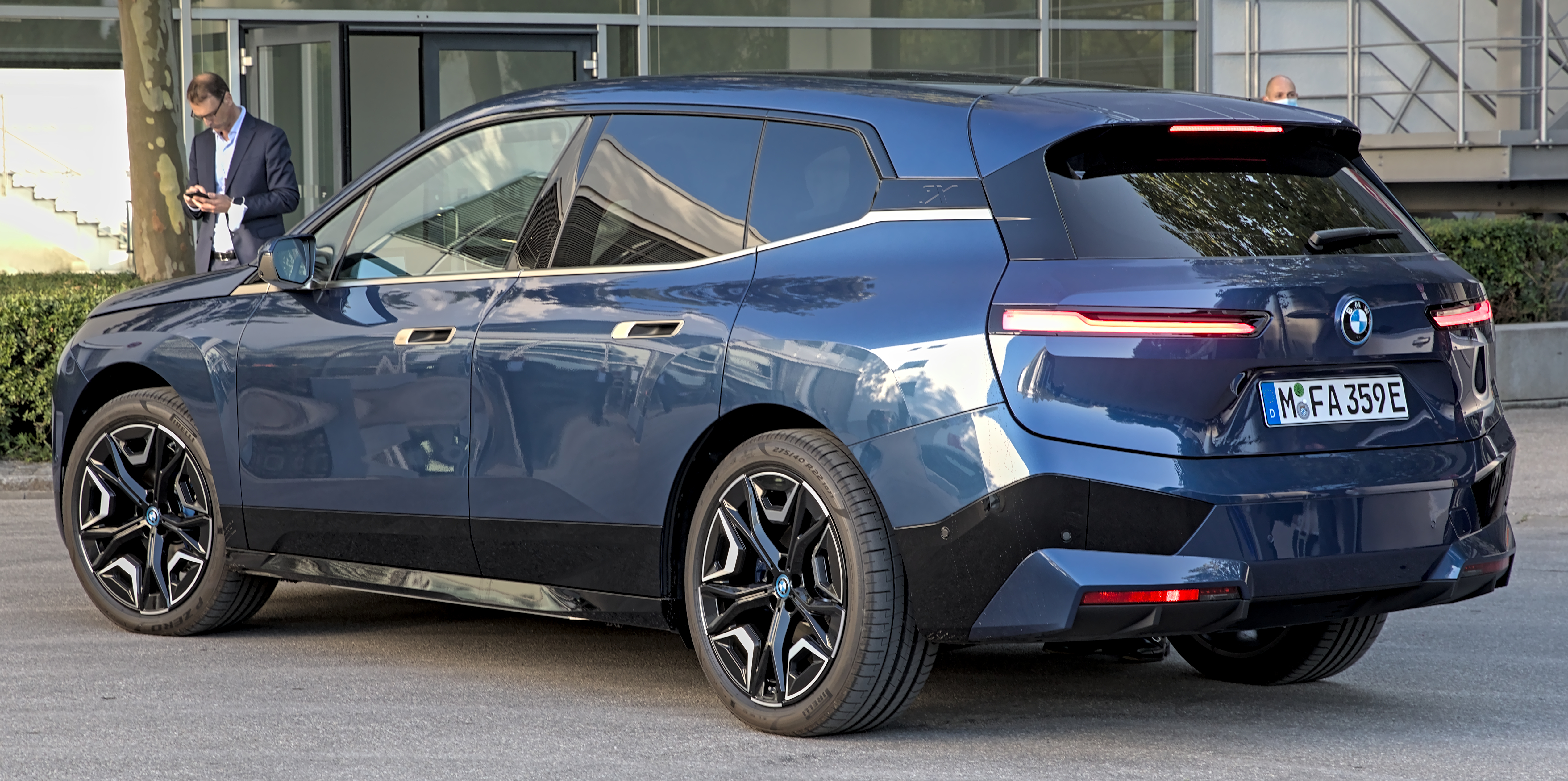
Hátulnézetből
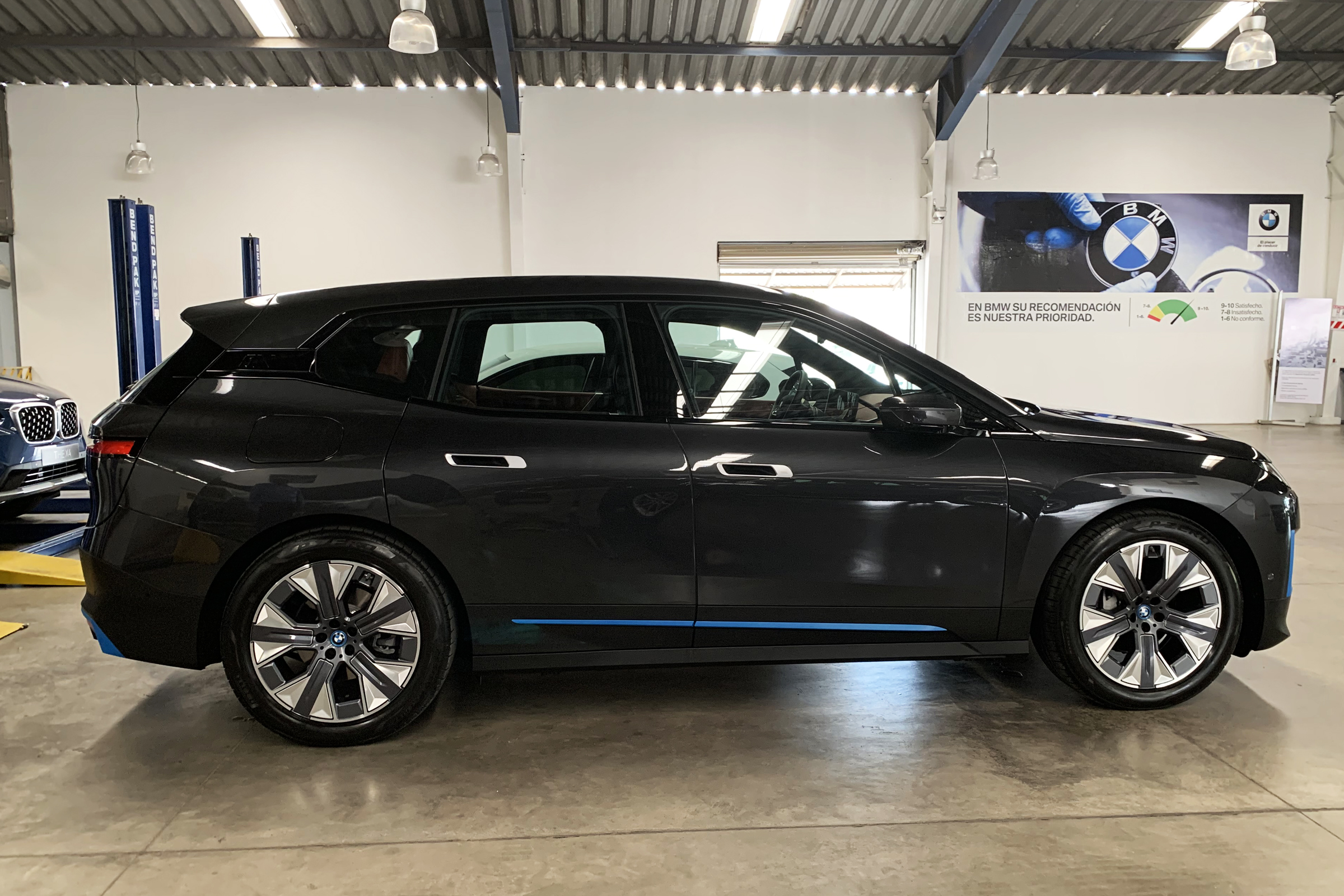
Oldalnézetből
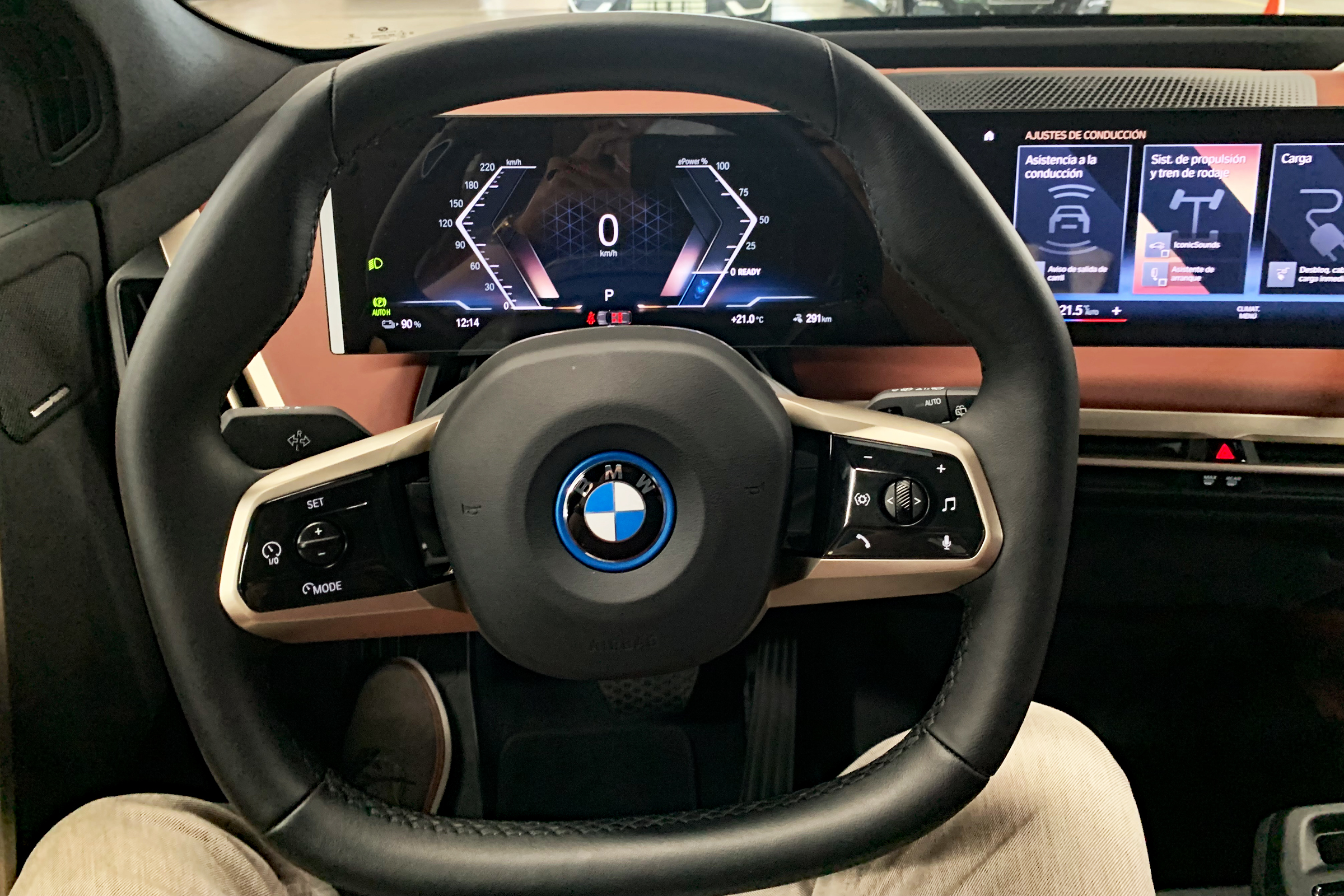
A hatszögletű kormánykerék
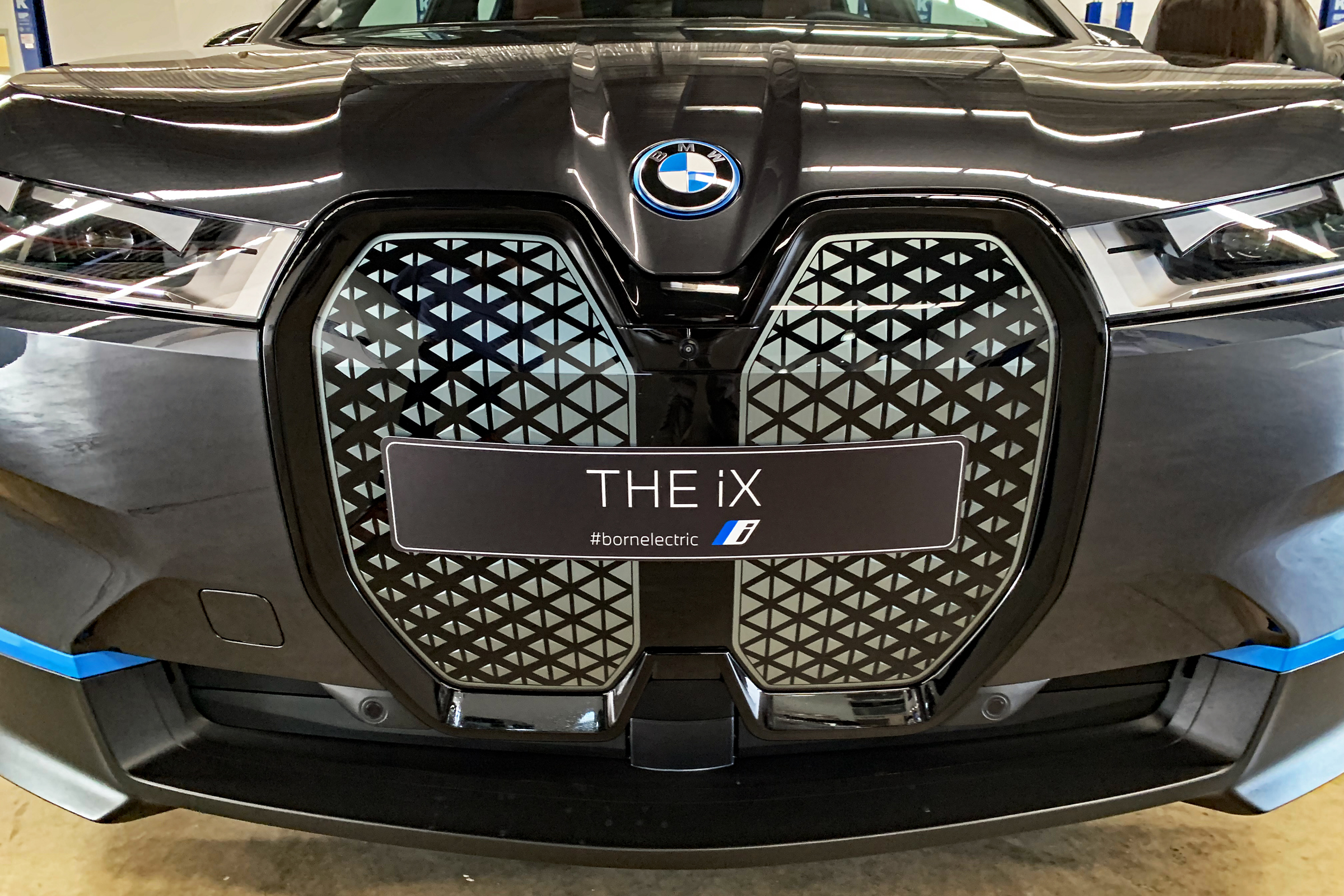
A karcolásokkal szemben önjavító veserácsok
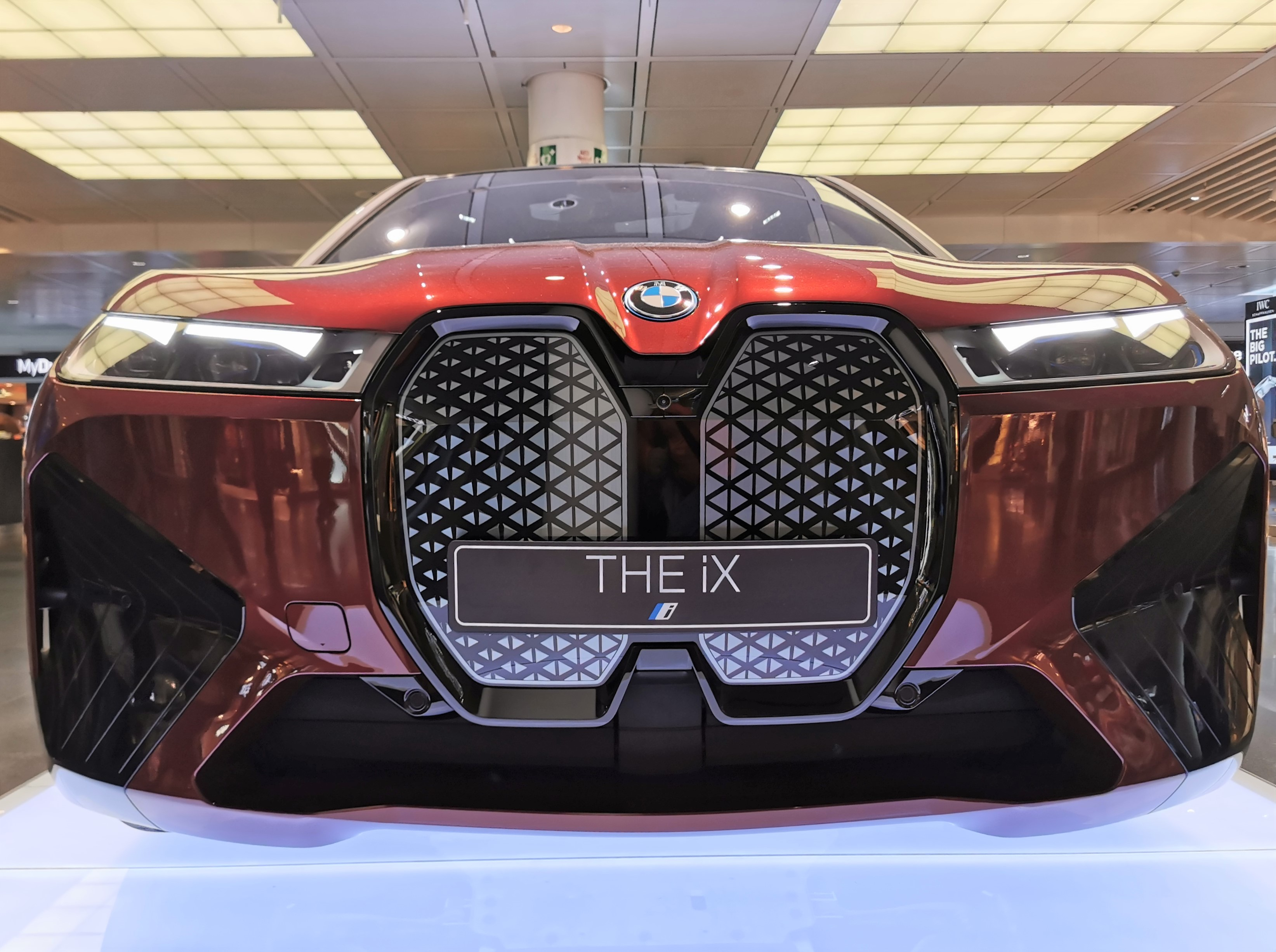
A karcolásokkal szemben önjavító veserácsok
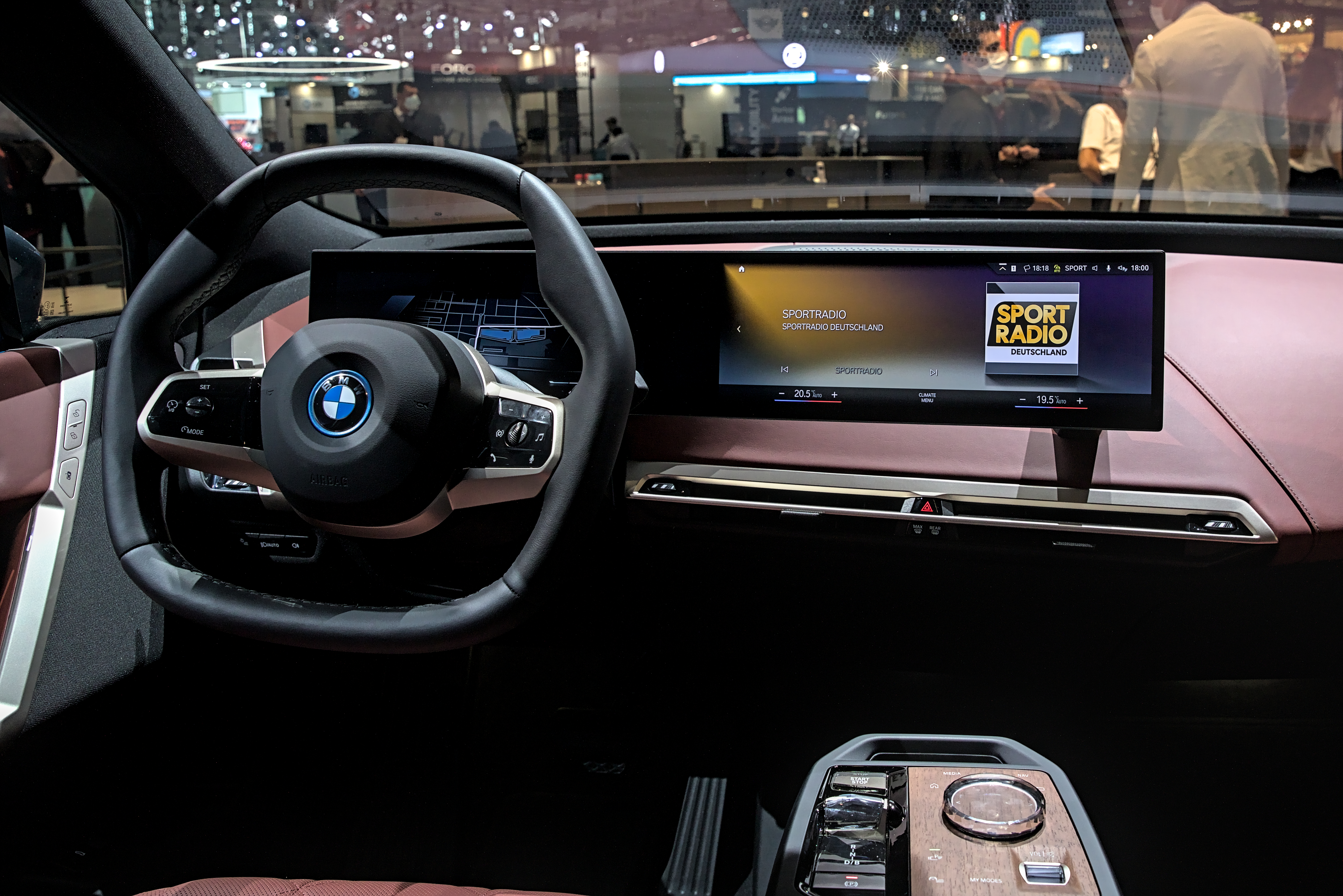
Műszerfal
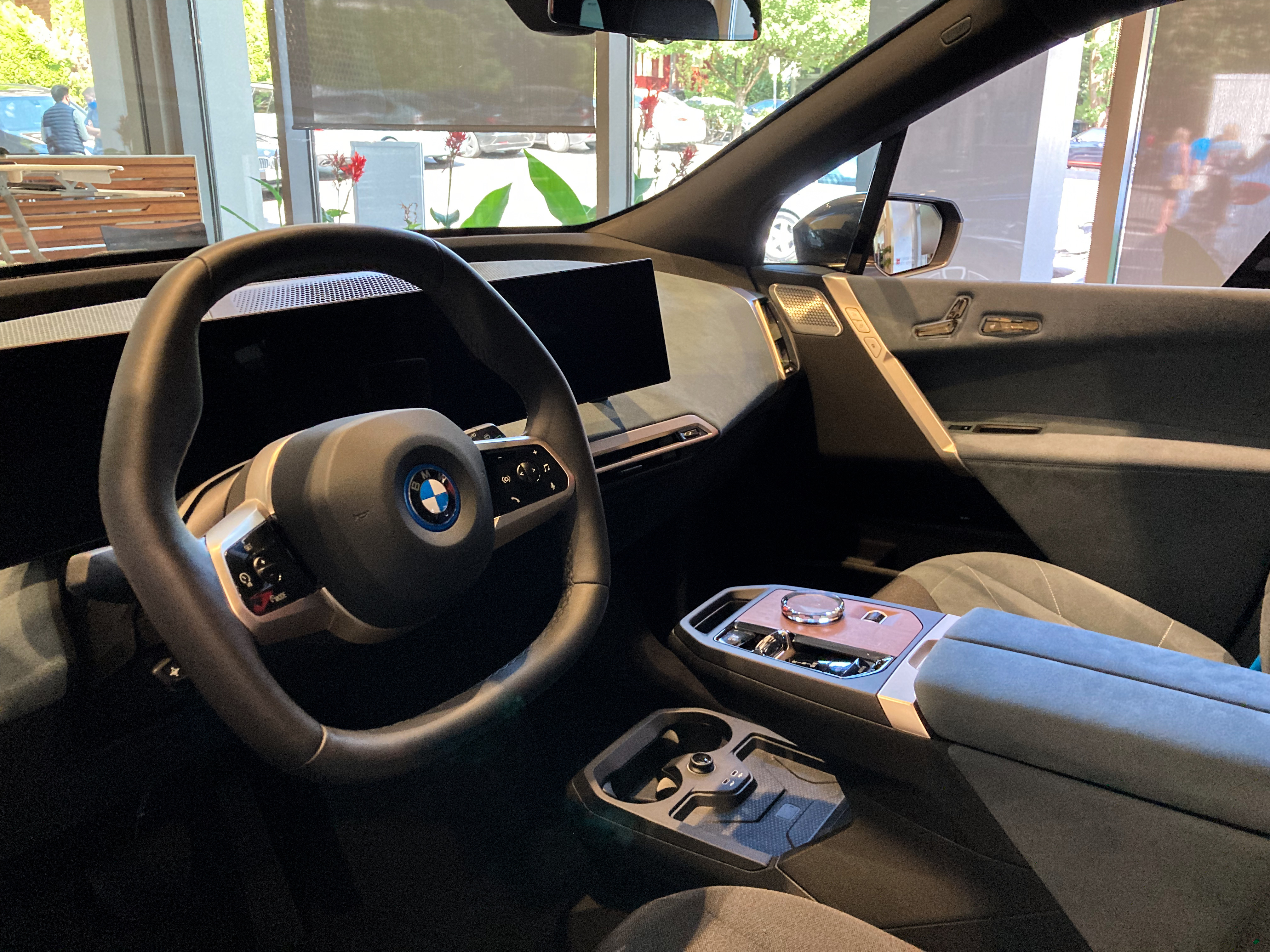
Műszerfal
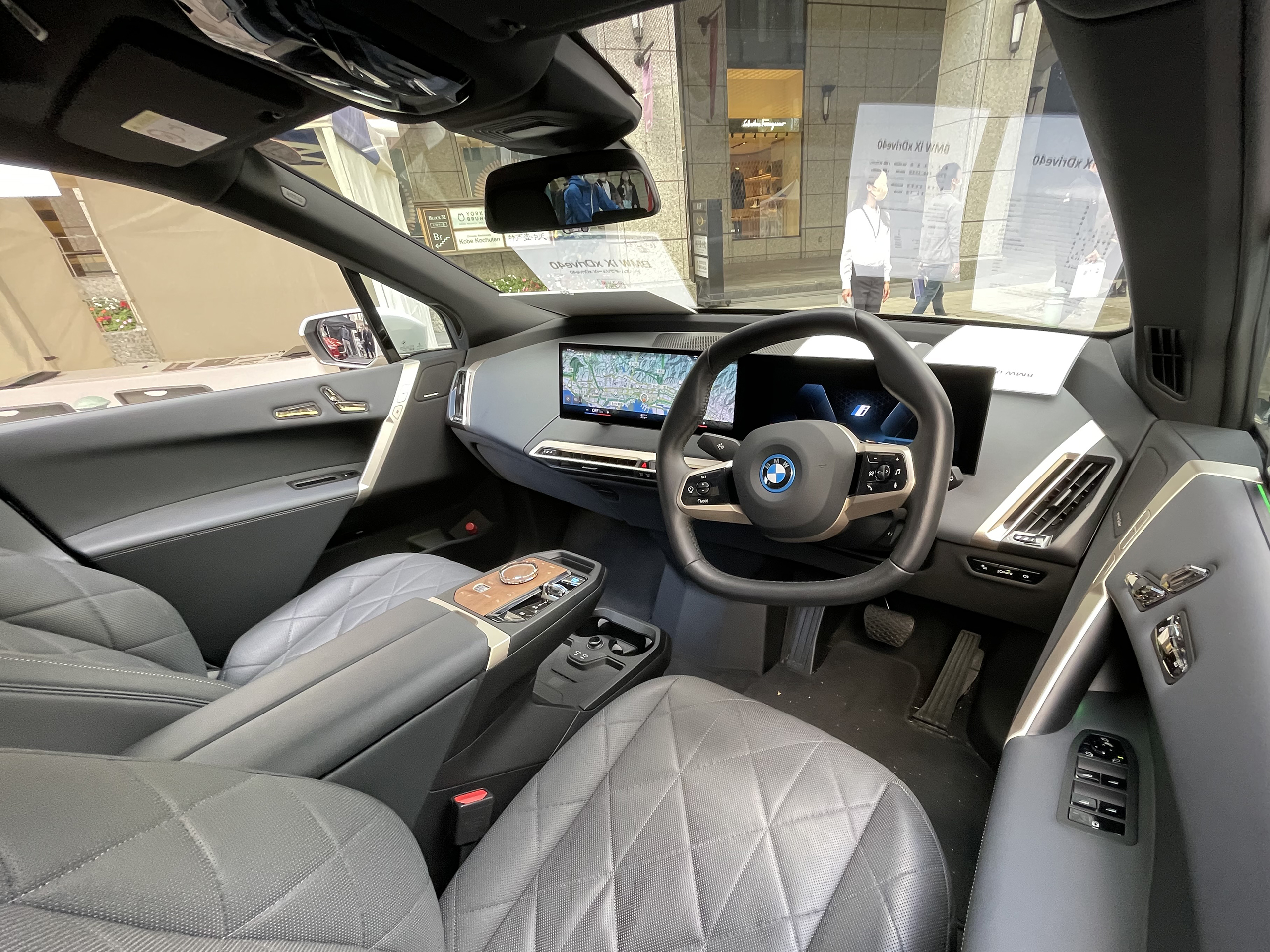
A BMW iX belső tere

## Biztonság
| Euro NCAP pontszámok   |        |
| Összesített értékelés  | 5/5    |
| Felnőtt utas           | 91%    |
| Gyermek utas           | 87%    |
| Sebezhető úthasználók  | 73%    |
| Biztonsági asszisztens | 81%    |
| Váz integritása        | Stabil |

A BMW iX az Euro NCAP szerint 5 csillagot kapott.

## Berendezés és technológia

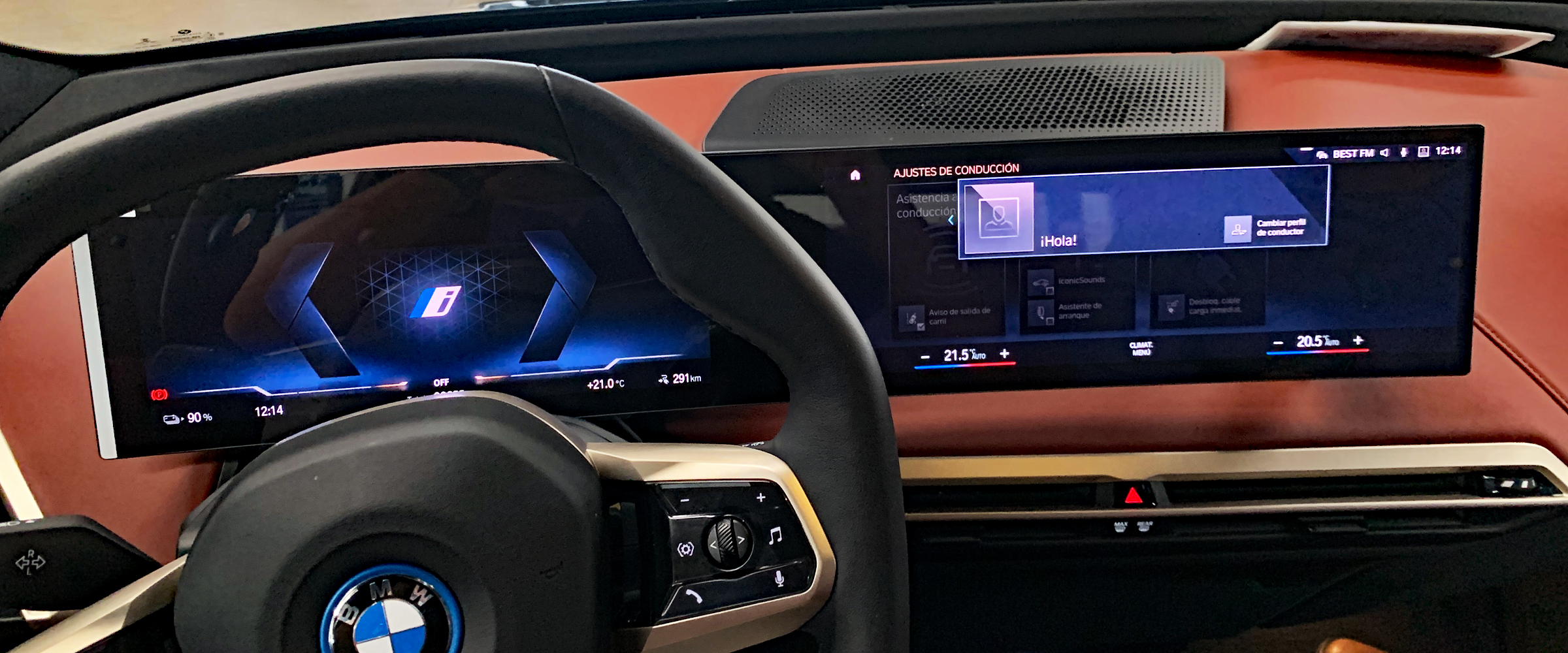
A hatszögletű kormánykerék és a két részből álló, kevert kijelző műszercsoporttal (12,3 hüvelyk) és az infotainment érintőképernyővel (14,9 hüvelyk).

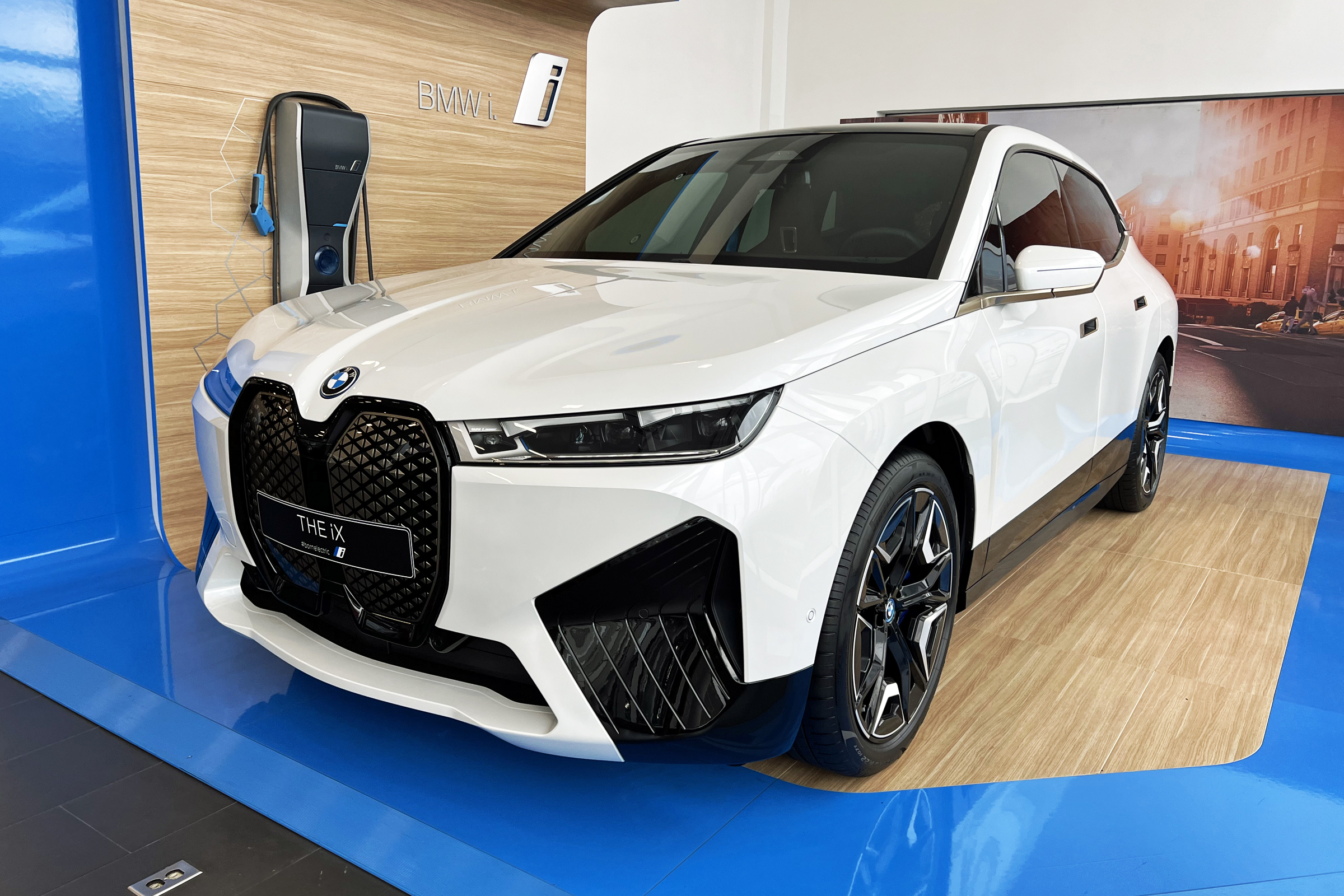
BMW iX Sport

A BMW iX az első olyan jármű, amely az iDrive 8-at tartalmazza, amely egy 12,3 hüvelykes digitális műszercsoportot és egy 14,9 hüvelykes infotainment érintőképernyőt egyesít, így egyetlen ívelt egységet alkot. A rendszer a BMW személyi hangasszisztensének továbbfejlesztett változatával érkezett, és megtartotta az iDrive vezérlőt. Ez az első alkalom, hogy a technológiát sorozatgyártású BMW-ben kínálják, és alapfelszereltségként hatszögletű kormánykerékkel szerelték fel. További alapfelszereltség a 18 hangszórós Harman Kardon hangrendszer, valamint a BMW biztonsági rendszerek, mint a parkolóasszisztens és a vezetési asszisztens. A választható opciók közé tartozik a panorámatető és a napvédő üveg, a lágyan záródó ajtók, a fűtött és szellőző ülések, a parkolóasszisztens, a belső kamera, a Bowers & Wilkins sztereó és az M Sport stílus.
Ez az első luxusautó, amely beépített 5G technológiával rendelkezik, amely lehetővé teszi az éteren keresztüli működést. Az iX 20-szor akkora fedélzeti számítási teljesítménnyel rendelkezik, mint a korábbi BMW-modellek, így kétszer annyi adatot dolgoz fel, amely a felszerelt kamerákból és érzékelőkből származik. Ez lehetővé teszi a 2+ szintű félautonóm vezetési képességet, valamint a vezetőtámogató és ütközés-elkerülési technológia széles skáláját. Az iX fejlett vezetőt segítő rendszere segíthet a vezetőknek a sávjukban maradásban, a sebesség fenntartásában, és még a biztonságos sávváltásban is.
A BMW a 3. szintű autonóm vezetésre utalt, amikor 2018-ban bemutatta az iNext koncepciót. A hivatalos kiadásból azonban nem esett szó az iX önvezető képességeiről. Frank van Meel, a BMW luxusautóinak termékfejlesztési vezetője kijelentette: „Nem tudok időpontot ígérni. Készülünk, adatokat gyűjtünk [a módosított 7-es sorozatú autók nagy tesztflottájáról], és az iX-et éteren keresztül szoftveresen fejlesztjük. Egy evolúciós utat fogunk követni, nem ugrunk előre, és nem kell visszahúzódnunk.” Frank Weber, a BMW kutatás-fejlesztési vezetője 2021 novemberében megerősítette, hogy az iX-et opcionálisan 3-as szintű önvezető képességgel kínálják, mivel az iX hardvere és szoftvere 3-as szintű rendszer.

## Modellek
| Modell                   | xDrive40                                                | xDrive50                                                | M60                                                     |
| Erőátvitel               | Kétmotoros összkerékhajtás (xDrive)                     | Kétmotoros összkerékhajtás (xDrive)                     | Kétmotoros összkerékhajtás (xDrive)                     |
| ------------------------ | ------------------------------------------------------- | ------------------------------------------------------- | ------------------------------------------------------- |
| Elérhetőség              | 2021–                                                   | 2021–                                                   | 2022–                                                   |
| Akkumulátor-kapacitás    | 76,6 kWh                                                | 111,5 kWh                                               | 111,5 kWh                                               |
| Hatótávolság (WLTP)      | 372–425 km                                              | 549–630 km                                              | 566 km                                                  |
| Motor                    | 3 fázisú gerjesztett szinkronmotor (ESM), elöl és hátul | 3 fázisú gerjesztett szinkronmotor (ESM), elöl és hátul | 3 fázisú gerjesztett szinkronmotor (ESM), elöl és hátul |
| Max. teljesítmény        | 240 kW                                                  | 385 kW                                                  | 455 kW                                                  |
| Max. nyomaték            | 630 Nm                                                  | 765 Nm                                                  | 1100 Nm                                                 |
| Gyorsulás (0–100 km/óra) | 6,1 másodperc                                           | 4,6 másodperc                                           | 3,8 másodperc                                           |
| Maximális sebesség       | 200 km/óra                                              | 200 km/óra                                              | 250 km/óra                                              |
| Súly (EU)                | 2440 kg                                                 | 2585 kg                                                 | 2659 kg                                                 |

## Vélemények és fogadtatás
2022 decemberében a Bloomberg az iX-et nevezte meg a Tesla Model Y egyik kiváló alternatívájának azok számára, akik nem szimpatizálnak Elon Muskkal.

## Fordítás
Ez a szócikk részben vagy egészben  a   BMW iX című angol Wikipédia-szócikk ezen változatának fordításán alapul.  Az eredeti cikk szerkesztőit annak laptörténete sorolja fel. Ez a jelzés csupán a megfogalmazás eredetét és a szerzői jogokat jelzi, nem szolgál a cikkben szereplő információk forrásmegjelöléseként.